# آسیاب دهنه
آسیاب دهنه، آسیابی مربوط به دوره قاجار است که در شمال غربی روستای رقه در بخش ارسک از شهرستان بشرویه واقع شده‌است. این اثر در تاریخ ۱۲ دی ۱۳۸۶ با شمارهٔ ثبت ۲۰۴۸۴ به‌عنوان یکی از آثار ملی ایران به ثبت رسیده است.